# (38203) Sanner
(38203) Sanner es un asteroide perteneciente al cinturón de asteroides, descubierto el 19 de junio de 1999 por Jeffrey Medkeff y el también astrónomo David Healy desde el Observatorio de Junk Bond, Arizona, Estados Unidos.

## Designación y nombre
Designado provisionalmente como 1999 MJ. Fue nombrado Sanner en honor a Glen Sanner coautor de los dos volúmenes de "Guía del observador nocturno del cielo". Miembro del Club de Astronomía Huachuca, donde muestra las estrellas y constelaciones a los jóvenes durante las jornadas que hace el club.

## Características orbitales
Sanner está situado a una distancia media del Sol de 2,529 ua, pudiendo alejarse hasta 2,845 ua y acercarse hasta 2,213 ua. Su excentricidad es 0,124 y la inclinación orbital 5,917 grados. Emplea 1469 días en completar una órbita alrededor del Sol.

## Características físicas
La magnitud absoluta de Sanner es 14,2. Tiene 3,806 km de diámetro y su albedo se estima en 0,279.